# 川床明日香
川床 明日香（かわとこ あすか、2002年〈平成14年〉7月10日 - ）は、日本の女優、ファッションモデル。福岡県出身。アミューズ所属。第18回ニコラモデルオーディショングランプリ。元『ニコラ』専属モデル。

## 略歴
2014年、友人と一緒に応募したティーンズ向けファッション雑誌『ニコラ』の第18回ニコラモデルオーディションにて総勢11256人の中からグランプリを受賞。同誌専属モデルとなり、アミューズに所属する。2018年5月には初代ニコラ生徒会長に就任するなど、週末に地元・福岡と東京を往復して活動を続け、2019年3月の卒業まで約4年半にわたってニコラモデルを務める。
2018年11月には積水ハウスの企業CM「この日を忘れない」篇に起用され、楽器屋で店員おさがりのベースを1000円で手に入れる女子高校生役を新鮮に演じて注目を集める。
演技初挑戦となる2019年4月公開の映画『ピア〜まちをつなぐもの〜』でオーディションを経てメインキャストとして出演し、長編実写映画へ初出演となった。同年11月には憧れのNHK連続テレビ小説の『なつぞら』スピンオフドラマ「十勝男児、愛を叫ぶ!」に出演する。

## 人物
趣味は読書、ドラマ鑑賞、写真を撮ること。特技は小学校で覚えたけん玉
。
好きな食べ物はトマト。
テレビっ子で、幼いころよりドラマが好きで芝居に興味を持ち、好きな女優として芳根京子や事務所の先輩でもある堀田真由の名を挙げる。幼い頃から見ていたNHK連続テレビ小説への出演が目標であり憧れと語る。

## 出演

### テレビドラマ
- 恋の病と野郎組 第3話・第9話（2019年8月3日・9月14日、BS日テレ） - ヒロイン・千夏 役[10]
- 俺の話は長い（2019年10月12日 - 12月14日、日本テレビ） - 凛菜 役
- 連続テレビ小説
  - なつぞらSP 秋の大収穫祭 スピンオフドラマ「十勝男児、愛を叫ぶ!」（2019年11月2日、NHK BSプレミアム） - 戸村公英 役[8][11][12]
  - 虎に翼（2024年9月9日 - 27日、NHK総合） - 佐田優未 役[13]
- 今度生まれたら 第1話 (2022年5月8日、NHK BSプレミアム、BS4K) - 佐川夏江（青年期） 役[14]
- ヒヤマケンタロウの妊娠 第1話（2023年1月6日、テレビ東京） - 夏美 役
- 先生さようなら（2024年1月23日 - 3月26日、日本テレビ） - 樋山レイナ 役[15]
- 約束 〜16年目の真実〜（2024年4月11日 - 6月13日、読売テレビ・日本テレビ） - 柴本陽菜 役[16]
- 対ありでした。〜お嬢さまは格闘ゲームなんてしない〜（2024年6月16日 - 7月14日、読売テレビ） - 間宮夢子 役[17]

### その他のテレビ番組
- タビフクヤマ（2022年9月19日、フジテレビ）[18]
- レギュラー番組への道「妄想かみ砕きミュージック」（2023年8月5日、NHK）
- 街角パレット〜未来へのたからもの〜（2024年3月3日 - 、フジテレビ） - ナレーション[19]

### 配信ドラマ
- きょうも片想い（2019年3月1日 - 20日、WATCHY、BSフジ） - 江頭三奈（みーな） 役
  - Episode.2 「人文字の恋」（2019年3月3日）
  - Episode.7 「2.5次元の恋」（2019年3月7日）
  - Episode.8 「絶景の恋」（2019年3月8日）
  - Episode.12 「遊びの恋」（2019年3月20日）
- ヒヤマケンタロウの妊娠 第1話（2022年4月21日、Netflix） - 夏美 役
- 対ありでした。 〜お嬢さまは格闘ゲームなんてしない〜（2023年5月19日 - 7月7日、Lemino） - 間宮夢子 役[20]
- 外道の歌（2024年12月6日 - 、DMM TV） - 梨々香 役[21]

### 映画
- ショパンの姉妹（きょうだい）（2018年、SPOTTED PRODUCTIONS[注 1]） - 主演・弁天 役[注 2][22][23]
- ピア〜まちをつなぐもの〜（2019年、ユナイテッドエンタテインメント） - 藤本波瑠 役[7]
- フードロア：Life in a Box（2019年、HBOアジア）[24]
- 沈黙のパレード（2022年9月16日、東宝） - 並木佐織 役[25]
- ブルーイマジン（2024年3月16日、コバルトピクチャーズ） - 東佳代 役[26]
- 室町無頼（2025年1月17日、東映）[27]
- 長崎-閃光の影で-（2025年8月1日、アーク・エンタテインメント） - 岩永ミサヲ 役[28]

#### 日本語吹き替え
- グリンチ（2018年、東宝東和） - 雪だるまの男の子 役

### 舞台
- こまつ座 第153回公演『フロイス -その死、書き残さず-』（2025年3月、紀伊國屋サザンシアター TAKASHIMAYA / 4月、地方公演）[29]

### オーディオドラマ
- 万城目ユリコは優しくなりたい（2022年7月15日、NUMA） - 関 役[30]
- FMシアター　それは誠（2024年6月1日、NHK-FM） - 小川楓 役[31]

### CM
- FUJIFILM チェキ×青春「初恋」篇（2018年）[32] ※WEBCM
- 積水ハウス「この日を忘れない」篇（2018年）[6]
- JR九州駅ビルホールディングス アミュプラザ
  - 「AMU、バーゲンしないで」篇（2021年）[33]
  - 「AMU'S BARGAIN」（2021年）
  - 「AMU'S BARGAIN 2022初売り」（2022年）
- ヤマダ電機「ヤマダの初売り2022」（2022年）
- 学習院女子大学「学習院女子大学、次のステージへ│ここはあなたが見つかる場所。」（2022年）
- THE KISS 2022年CM「HAPPY Xmas Camp」篇（2022年）

### MV
- RIRI 「Forever feat. 清水翔太」（2018年12月19日）[34]
- PENOMECO[注 3]「映画一本撮ろう」（2019年5月7日）
- Dios 「裏切りについて」（2021年7月10日）
- 三阪咲 「キミに会いたくなるんだよ」（2021年8月31日）
- 竹内まりや 「家に帰ろう（マイ・スイート・ホーム）」（2022年8月31日）[35]
- 神はサイコロを振らない 「夜間飛行」（2023年1月11日）[36]
- イェソン 「束の間の恋」（2023年5月24日）[37]
- YuMe  「君のいる空へ」（2023年5月28日）
- This is LAST 「おやすみ」（2023年6月1日）
- Tele 「金星」（2023年9月8日）

### 雑誌
- nicola（2014年10月号 - 2019年5月号、新潮社） - 専属モデル
- anan イットガール（2019年4月17日号、マガジンハウス）[5]

### スチール・広告
- ベルメゾン「ジュニア＆ティーンズ/2017春」（2017年）
- WEGO「WEGOマンスリーガイド」2019年4月号（2019年）
- 香港・東海堂Arome 2023 Arome Mooncakes Campaign 「美しき　秋　月　好き」（2023年） - イメージキャラクター（マカオ、香港にて展開）

### カバーモデル
- THREE1989 シングルジャケット
  - 「閃光ループ」（2023年7月5日、エイベックス・エンタテインメント）
  - 「瀬戸際ミーツガール」（2023年8月2日、エイベックス・エンタテインメント）
  - 「泡沫ジレンマ feat.SUKISHA」（2023年9月6日、エイベックス・エンタテインメント）[38]

### イベント
- ハロウィン フェス 2016 ジャック・オー・ランド（2016年10月29日、30日、横浜アリーナ）
- ハロウィン フェス 2017 ジャック・オー・ランド（2017年10月21日、22日、横浜アリーナ）[39]
- 古屋呂敏 写真展 『reflection』（2021年2月18日 - 2月20日、ギャラリー ルデコ B1） - モデル [40][41]

### WEB
- AMUSE MOBILE 「アミュモバ★Pick up!! 川床明日香 編」（2019年4月3日） - インタビュー
- HUSTLE PRESS 「FRESH ACTRESS 川床明日香」（2019年5月7日）） - インタビュー
- HOUYHNHNM（フイナム） 「路地裏てぃーん。32人目 川床明日香 16歳」（2019年5月22日）
- Bezzy はじめてのフジロック2023〜SCHOOL OF FUJI ROCK〜（2023年7月14日 - 7月21日、youtube） - レポーター
- Bezzy 最高づくしの3日間！川床明日香が過ごした“はじめてのフジロック”（2023年8月15日) - コラム

### その他
- サカナクション「「SAKANAQUARIUM アダプト ONLINE」」（2021年11月20日、21日）[42]
- サカナクション「「SAKANAQUARIUM アダプト TOUR」」（2021年12月 - 2022年1月）[43]